# ラオ・ブレリ族
ラオ・ブレリ族（ラオ・ブレリぞく、Rao-Breri）は、パプアニューギニアに住む少数民族である。研究はほとんど進んでいない。

## 居住地
ラオ・ブレリ族の居住地は、ニューギニアのマダン西方130km、ラム川中流沿いに隣り合って住んでいる。

## 宗教
表面的にはキリスト教が普及しているが、土着の祖先崇拝信仰が根強い。